# Кобылянский, Игорь
Игорь Кобылянский (рум. Igor Cobileanski) — молдавский кинорежиссёр, продюсер и актёр, лауреат международных и национальных премий.

## Биография
Родился 24 февраля 1974 года в Комрате.
В 1988 году в фильме «Дуреря» («Боль») (киностудия «Молдова-фильм», экранизации одноименного романа Владимира Бешлегэ) снимался в главной роли вместе с Василием Брескану и Светланой Тома.
Снимался в картинах «Вдвоем на грани времени» (1989), «Без надежды надеюсь» (1989), «Скорлупа» (1993).
С 1991 по 1995 год студент факультета кино- и телережиссуры Академии театра и кино в Бухаресте.
С 1997 по 2001 телеведущий Каталонского телевидения, в том числе вёл утреннее шоу «Телединамика».
С 2001 года режиссёр и продюсер программ на телестудии OWH TV Studio (Молдавия).
Автор сценариев 4 фильмов. Директор 8 фильмов сериала «Тени» (2014—2017) и 4 фильмов сериала «Хакервилль».
Режиссёр румынско-литовского фильма «Afacerea Est» (2016), автор сценария которого и актёр, сыгравший главную роль, получили первый приз Таллинского фестиваля.

## Награды
- 2006 — Премия Александру Сахия Международного фестиваля независимых кинопродюсеров в Констанце, выпуск I (2006) за фильм « Саша, Гриша и Ион».
- 2008 — Приз зрительских симпатий на кинофестивале в Триесте (Италия), 19-й выпуск (2008) за тот же фильм.
- 2008 — Премия за лучший короткометражный фильм Дней румынского кино на Международном кинофестивале (TIFF), 7-е издание (2008) за фильмы Plictis и Inspiraşie.
- 2014 — Премия Гопо[англ.] за режиссёрский дебют в художественном фильме за фильм «Край неба».
- 2017 — Национальная премия Республики Молдова за существенный вклад в повышение качества и узнаваемости отечественного кинематографического продукта.